# Oikophobie
Oikophobie leitet sich von den griechischen Wörtern  οἶκος (Bedeutung: Hauswesen, Haus oder Familie) und φόβος (Angst, Furcht, Scheu) ab. In der Psychologie beschreibt der Begriff, dass der Betroffene Angst empfindet vor Häusern oder davor, sich in Häusern aufzuhalten.
Im politischen Kontext wurde Oikophobie von dem britischen Philosophen Roger Scruton als das Pendant zu Xenophobie beschrieben. Roger Scruton  argumentiert, dass es sich bei der "Ablehnung von Erbe und Heimat" um "ein Stadium handelt, das der heranwachsende Geist normalerweise durchläuft", aber auch um ein Merkmal einiger, typischerweise linker, politischer Impulse und Ideologien, die Xenophilie, d. h. die Vorliebe für fremde Kulturen, befürworten.

Mark Dooley beschreibt in seinem Buch Roger Scruton: Philosopher on Dover Beach, dass sich die Oikophobie innerhalb des westlichen akademischen Establishments auf "sowohl die gemeinsame Kultur des Westens als auch den alten Lehrplan, der dessen humane Werte zu vermitteln versuchte", konzentriert. Diese Haltung hat sich beispielsweise aus den Schriften von Jacques Derrida und Michel Foucaults "Angriff auf die 'bürgerliche' Gesellschaft" entwickelt, "was zu einer 'Antikultur' führte, die direkt auf heilige und sakrale Dinge abzielte und sie als unterdrückerisch und machtbesessen verurteilte und ablehnte." Er fährt fort:
"Derrida ist insofern ein klassischer Oikophobiker, als er die Sehnsucht nach Heimat, die die westlichen theologischen, rechtlichen und literarischen Traditionen befriedigen, ablehnt ... Derridas Dekonstruktion versucht, den Weg zu dieser 'zentralen Erfahrung' der Zugehörigkeit zu versperren, und zieht stattdessen eine wurzellose Existenz vor, die 'auf dem Nichts' gründet."
Eine extreme Abneigung gegen das Heilige und die Vereitelung der Verbindung des Heiligen mit der Kultur des Westens wird als das der Oikophobie zugrunde liegende Motiv beschrieben, und nicht die Ersetzung des Christentums durch ein anderes kohärentes Glaubenssystem. Das Paradoxon des Oikophobikers scheint darin zu bestehen, dass jede Opposition gegen die theologische und kulturelle Tradition des Westens zu befürworten ist, selbst wenn sie "wesentlich parochialer, exklusivistischer, patriarchalischer und ethnozentrischer" ist. 78 Scruton beschreibt "eine chronische Form der Oikophobie [die] sich unter dem Deckmantel der politischen Korrektheit an den amerikanischen Universitäten ausgebreitet hat.
Scrutons Verwendung wurde von einigen politischen Kommentatoren in den USA aufgegriffen, um auf das zu verweisen, was sie als Ablehnung der traditionellen US-Kultur durch die liberale Elite ansehen. Im August 2010 schrieb James Taranto im Wall Street Journal eine Kolumne mit dem Titel "Oikophobia: Why the liberal elite finds Americans revolting" (Oikophobie: Warum die liberale Elite die Amerikaner abstoßend findet), in der er die Befürworter des geplanten islamischen Zentrums in New York als Oikophobiker kritisiert, die Muslime verteidigten und darauf abzielten, "die Gräueltat vom 11. September 2001 auszunutzen".
Kritik an Scrutons Konzept der Oikophobie äußerte der Philosoph Andreas Urs Sommer im Deutschlandfunk Kultur. Er verwies dabei auf die Notwendigkeit des Selbstzweifels zur kulturellen Selbstvergewisserung.